# Liste von Todesopfern bei Demonstrationen in der Bundesrepublik Deutschland
Die Liste von Todesopfern bei Demonstrationen seit 1949 in der Bundesrepublik Deutschland umfasst die Personen, welche bei Demonstrationen in der Bundesrepublik Deutschland und in West-Berlin zu Tode kamen.

## Todesopfer
| Name des Opfers     | Alter | Berufsangabe            | Todesdatum         | Ort               | Todesumstände |
| ------------------- | ----- | ----------------------- | ------------------ | ----------------- | --- |
| Philipp Müller      | 21    | Arbeiter                | 11. Mai 1952       | Essen             | Er wurde auf einer Demonstration gegen die bundesdeutsche Wiederbewaffnung von einem Polizisten erschossen. |
| Benno Ohnesorg      | 27    | Student                 | 2. Juni 1967       | West-Berlin       | Er wurde auf der Demonstration am 2. Juni 1967 in West-Berlin gegen den Schah von dem Polizisten Karl-Heinz Kurras erschossen. |
| Rüdiger Schreck     | 27    | Student                 | 17. April 1968     | München           | Rüdiger Schreck erlitt bei einer Demonstration gegen den Springer-Konzern nach dem Attentat auf Rudi Dutschke eine Schädelfraktur. Die Umstände seines Todes sind ungeklärt. |
| Klaus Frings        | 32    | Pressefotograf          | 17. April 1968     | München           | Klaus Frings wurde bei einer Demonstration gegen den Springer-Konzern nach dem Attentat auf Rudi Dutschke von einem Stein getroffen und erlag später seinen Verletzungen. |
| Olaf Ritzmann       | 16    | Tischlerlehrling        | 29. August 1980    | Hamburg           | Er wurde auf einer Demonstration gegen einen Wahlkampfauftritt von Franz Josef Strauß am 25. August auf der Flucht vor der Polizei am Sternschanzenbahnhof von einem S-Bahn-Zug erfasst und erlag vier Tage später seinen Verletzungen |
| Klaus-Jürgen Rattay | 18    |                         | 22. September 1981 | West-Berlin       | Er wurde auf einer Demonstration gegen die Räumung von besetzten Häusern von einem Bus tödlich verletzt. |
| Günter Sare         | 36    | Maschinenschlosser      | 28. September 1985 | Frankfurt am Main | Er wurde auf einer Demonstration gegen die NPD, bei der es zu einer Straßenschlacht zwischen militanten Antifaschisten und Neonazis kam, von einem Wasserwerfer überfahren. Das Landgericht Frankfurt sprach die Besatzung des Wasserwerfers vom Vorwurf der fahrlässigen Tötung frei. Sare, der zum Zeitpunkt des Unfalls unter Drogeneinfluss stand, war dem Fahrzeug nicht ausgewichen und hatte dem Gerichtsurteil zufolge die Verkehrslage falsch eingeschätzt. |
| Erna Sielka         |       |                         | 2. März 1986       | Wackersdorf       | bei einem Polizeieinsatz gegen Gegner der Wiederaufarbeitungsanlage Wackersdorf erlitt sie ein Herzversagen |
| Alois Sonnleitner   | 38    |                         | 31. März 1986      | Wackersdorf       | Durch den Einsatz von CS-Gas beim Polizeieinsatz gegen Gegner der Wiederaufarbeitungsanlage Wackersdorf erlitt er einen Asthmaanfall und verstarb. |
| Johann Hirschinger  | 31    | Kriminalhauptkommissar  | 24. September 1986 | Wackersdorf       | Erlag nach einem Hubschrauberunfall während eines Einsatzes bei Protesten an der Wiederaufarbeitungsanlage Wackersdorf im Krankenhaus schweren Brandverletzungen. |
| Klaus Eichhöfer     | 43    | Polizeihauptkommissar   | 2. November 1987   | Startbahn West    | Aus der Demonstration heraus eröffnete ein Schütze das Feuer auf die Polizei, Eichhöfer starb vor Ort (Tötungsdelikte an der Startbahn West). |
| Torsten Schwalm     | 23    | Polizeimeister          | 2. November 1987   | Startbahn West    | Aus der Demonstration heraus eröffnete ein Schütze das Feuer auf die Polizei, Schwalm starb auf dem Weg ins Krankenhaus (Tötungsdelikte an der Startbahn West). |
| Conny Wessmann      | 24    | Studentin               | 17. November 1989  | Göttingen         | Im Rahmen von gewalttätigen Auseinandersetzungen zwischen rechtsextremen Skinheads und Autonomen in der Göttinger Innenstadt versuchten Zivilfahnder eine Antifa-Gruppe zu stellen, der Wessmann angehörte. Bei dem Versuch, den Polizisten über eine viel befahrene Straße zu entkommen, wurde Wessmann von einem Auto erfasst und tödlich verletzt. |
| Alexander Kludt     | 27    | Krankenpfleger          | 10. Juli 1999      | Berlin            | Alexander Kludt wurde während der Loveparade 1999 erstochen. Die Loveparade war bis zum Jahr 2001 offiziell als politische Demonstration angemeldet. |
| Steffen Meyn        | 26    | Journalist und Künstler | 19. September 2018 | Hambacher Forst   | Im Rahmen der Protestaktionen gegen die Rodung des Hambacher Forstes brach der 26-jährige Mann durch eine Hängebrücke und stürzte mindestens 15 Meter in die Tiefe. Er hatte seit längerem das Leben der Umweltschützer in den Baumhäusern dokumentiert. Aufgrund seiner schweren Verletzungen verstarb er kurz darauf. |
| Unbekannt           | 49    |                         | 1. August 2021     | Berlin            | Bei einer Querdenken-Demonstration in Berlin kollabierte der Mann bei der Identitätsfeststellung durch die Polizei und verstarb kurz darauf im Krankenhaus. |
| Boris Pfeiffer      | 53    |                         | 24. Januar 2022    | Wandlitz          | Bei einer Demonstration gegen die Impfpflicht in Wandlitz erlitt ein sogenannter Spaziergänger nach einer polizeilichen Maßnahme einen Herzinfarkt, an dessen Folgen er noch am selben Tag verstarb. Dabei handelte es sich um den Musiker Boris Pfeiffer, ehemals Mitglied der Band In Extremo |
| Malte C.            | 25    |                         | 2. September 2022  | Münster           | Am Rande des Christopher Street Day am 27. August 2022 in Münster wurden Teilnehmerinnen homophob beleidigt. Malte C. schritt ein und wurde darauf mit Faustschlägen angegriffen und lebensgefährlich verletzt. Im Krankenhaus erlag er später seinen Verletzungen. |